# Karebudur, Raichur
Karebudur là một làng thuộc tehsil Raichur, huyện Raichur, bang Karnataka, Ấn Độ.